# DESY

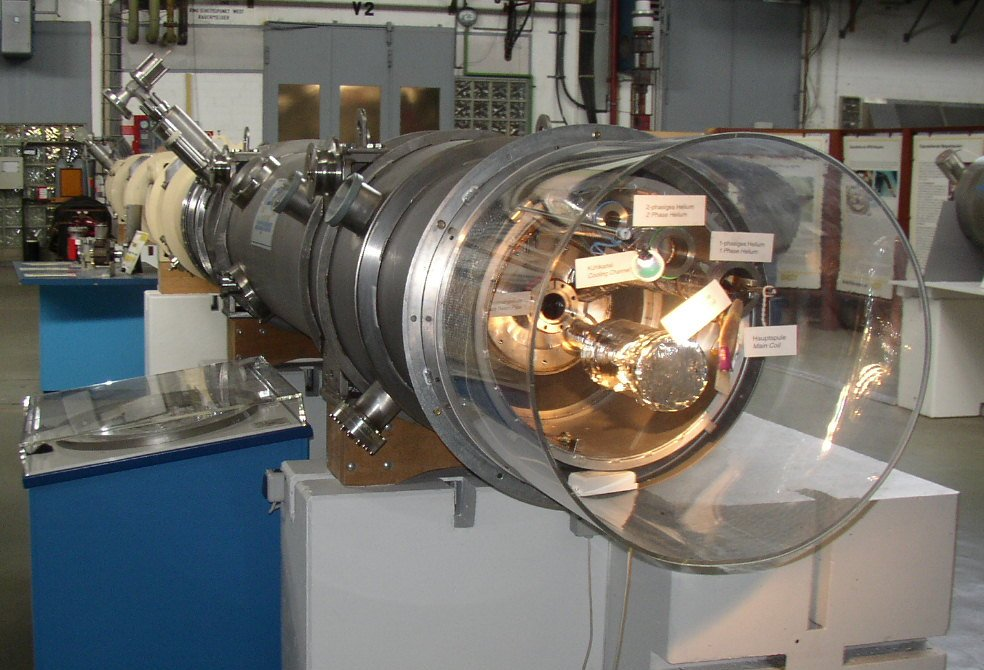
Part d'un accelerador de partícules al DESY

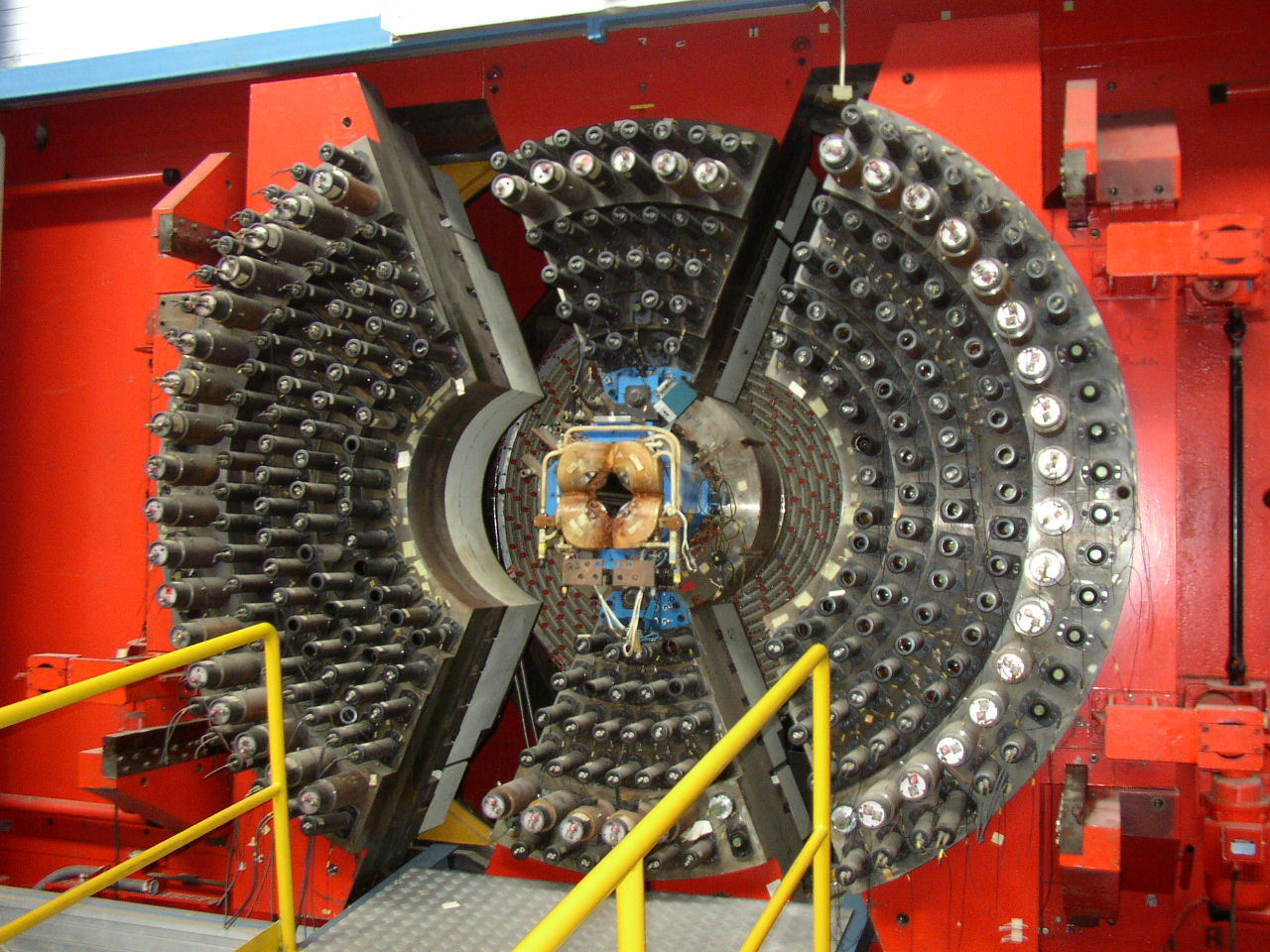
Part d'un accelerador de partícules al DESY

DESY (de l'alemany: Deutsches Elektronen Synchrotron) 
és el centre d'investigació de física de partícules més gran d'Alemanya amb centres a Hamburg i Zeuthen (Berlín). DESY es dedica principalment a la recerca bàsica en física de partícules, així com a la recerca amb radiació de sincrotró. Amb aquest propòsit DESY fa servir i desenvolupa diferents acceleradors de partícules. Aquest centre d'investigació és de finançament públic i és membre de l'Associació Helmholtz (Helmholtz-Gemeinschaft).
La fundació DESY va ser creada el 18 de desembre de 1959 a Hamburg amb un contracte estatal signat amb el llavors ministre d'energia atòmica d'Alemanya Sigfried Balke i l'alcalde d'Hamburg Max Brauer.

## Propòsits
L'objectiu principal de DESY és la recerca bàsica en ciència amb els següents punts forts:
- Desenvolupament, construcció i ús d'acceleradors de partícules.
- Recerca de les propietats bàsiques de la matèria i les forces en el camp de la física de partícules.
- Utilització de la radicació de sincrotró en física de superfícies, ciència dels materials, química, biologia molecular, geofísica i física.

## Centres d'investigació
Els centres que componen DESY són dos: un a Hamburg, i també el més gran, i l'altre a Zeuthen, Berlín.

### Hamburg
El centre a Hamburg està situat a la part oest de la ciutat i està dins de l'anella de l'accelerador PETRA. Un tros de l'accelerador HERA,el més gran de DESY, passa sota terra a través del centre. Aquest accelerador té un diàmetre de 6,3 km. A Hamburg es fa la major part del treball d'investigació sobre física de partícules des del 1960. En els últims anys s'està planificant la construcció del làser Röntgen d'electrons lliures XFEL i així ha de continuar en el futur.

### Zeuthen
L'1 de gener de 1992 es va ampliar DESY amb un segon centre d'investigació: l'institut d'altes energies de Zeuthen, al sud-est de Berlin.

## Pressupost i finançament
Aquest centre d'investigació té un pressupost anual de 160 milions d'euros, dels quals 145 van a DESY Hamburg i 15 a DESY Zeuthen. El 90% d'aquest pressupost és proporcionat pel ministeri de formació i investigació d'Alemanya (Bundesministerium für Bildung und Forschung), i el 10% restant per la ciutat d'Hamburg i el land de Brandenburg.
Els experiments duts a terme als acceleradors de partícules es financen pels instituts, tant alemanys com internacionals, que prenen part en aquests.

## Treballadors i formació
En total, a DESY hi ha 1.560 treballadors, dels quals 365 són cientifics. Aquests es divideixen en (dades del gener del 2005):
- Hamburg: 1.390 treballadors, amb 300 cientifics.
- Zeuthen: 170 treballadors, amb 65 cientifics.

Aquestes xifres inclouen: 100 aprenents en tasques tècniques així com 100 diplomanden (estudiants de física que realitzen el seu projecte de final de carrera), 430 doctorands i 240 cientifics tutelats per DESY.

## Acceleradors, instal·lacions i experiments a DESY
Els acceleradors de DESY no s'han construït d'un cop, s'han anat construint un rere l'altre amb la necessitat, per part dels fisics de partícules, d'aconseguir energies més elevades per tal de poder investigar l'estructura de les partícules. El que es fa normalment en la construcció de nous acceleradors és reutilitzar els acceleradors vells com a preacceleradors o bé com a fonts de radiacció de sincrotó per a laboratoris (un exemple d'això és HASYLAB).
Avui dia les instal·lacions més importants a DESY són l'accelerador de partícules HERA, el laboratori de recerca amb sincrotó HASYLAB i el làser d'electrons lliures VUV-FEL. El desenvolupament cronològic de les diferents instal·lacions és:

### DESY
La construcció del primer accelerador de partícules DESY, que dona el nom al centre de recerca, va iniciar-se l'any 1960. En aquell moment era l'accelerador del seu tipus més gran del món i podia accelerar electrons a 7,4 GeV. L'1 de gener del 1964 van ser accelerats per primer cop electrons en sincrotó.
El 1966 es va donar a conèixer internacionalment per primer cop quan va contribuir a la demostracció experimental de l'electrodinàmica quàntica, com que els resultats van confirmar aquesta teoria. En la dècada següent, DESY es va establir com a centre de desenvolupament i funcionament d'acceleradors d'alta energia.
El 1967 es van per primer cop fer mesures d'absorció de la radiacció de sincrotó, efecte secundari en accelerar electrons. Per aquesta regió de l'espectre no existien llavors cap font convencional. El Laboratori Europeu de Biologia Molecular (EMBL) va fer servir les noves possibilitats amb un centre permanent extern a partir del 1972 per investigar, mitjançant radiacció de sincrotó, estructures biològiques. El sincrotó d'electrons DESY II i el sincrotó de protons DESY III van entrar en servei com a preacceleradors per HERA el 1987 i 1988 respectivament.

### DORIS III
DORIS (de l'alemany Doppel-Ring-Speicher, «anell d'emmagatzematge doble»), construït entre el 1969 i el 1974, era el segon accelerador circular i el primer anell d'emmagatzematge de DESY, amb un perímetre de gairebé tres-cents metres. Inicialment desenvolupat com a anell d'emmagatzematge per a electrons i positrons, s'hi van poder produir les primeres col·lisions entre electrons i la seva antipartícula amb energies de 3,5 GeV per a cada un dels raigs de partícules. L'energia del raigs va ser incrementada fins a 5 GeV l'any 1978.
Amb l'evidència de l'estat excitat de charmoni, DORIS va fer una contribució important per a la demostració de l'existència dels quarks pesants. Al mateix any van començar a DESY les primeres proves de litografia amb raigs-X, procés que va ser refinat amb la litografia profunda amb raigs-X.
El 1987, en el detector ARGUS de DORIS, es va observar la primera conversió del mesó-B a la seva antipartícula, l'antimesó-B. A partir d'aquí es va poder concloure que era possible la conversió a un quark diferent en determinades circumstàncies pel segon quark més pesant, el quark top. D'aquí es va poder concloure també que el sisè quark, el quark top, ha de tenir una massa molt gran. El quark top va ser descobert el 1995 al laboratori Fermilab dels Estats Units.
Després de la posada en marxa de HASYLAB el 1980, la radiació de sincrotó generada a DORIS com a producte secundari es fa fer servir per a la recerca. Si bé al principi DORIS va ser utilitzat només un terç del temps com a font de radiació, a partir del 1993 només es va fer servir amb aquest propòsit amb el nom de DORIS III. Per tal d'aconseguir més intensitat i més control de la radiació, DORIS va ser dotat el 1984 amb wigglers i onduladors (aparells per crear radiació de sincrotó). Fent servir una seqüència d'imants, els electrons accelerats es movien ara en zig-zag. Així, la intensitat emesa de radiació de sincrotó va ser incrementada cent cops en comparació amb els sistemes convencionals d'emmagatzematge.
DORIS III proporciona 42 àrees experimentals, amb uns 80 instruments en total, que s'alternen per ser operats. El temps de funcionament total és d'uns 8 a 10 mesos per any.

### PETRA II

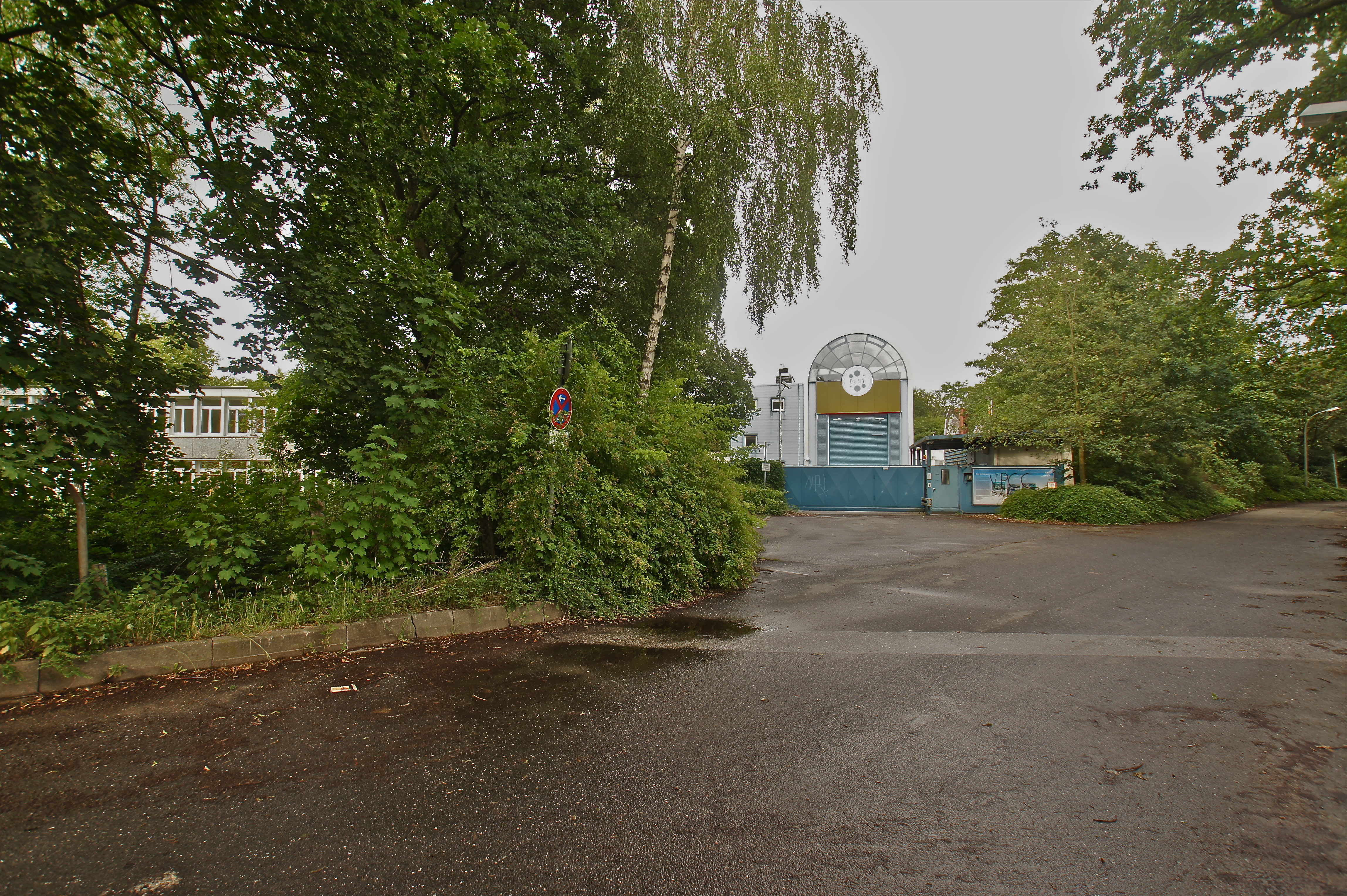
El Vorhorngraben davant de la façana principal de DESY

PETRA (de l'alemany Positron-Elektron-Tandem-Ring-Anlage, «anell tàndem per a electrons i positrons»), construït entre el 1975 i el 1978. Quan es va construir era el més gran amb les mateixes característiques i encara és el segon sincrotó més gran a DESY, després d'HERA. PETRA es feia servir originàriament en la recerca de física de partícules. El descobriment del gluó, la partícula portadora de la força nuclear forta, el 1979 és un dels descobriments més importants de la seva història. PETRA pot accelerar electrons i positrons fins a energies de 19 GeV.
La recerca a PETRA va dur a una col·laboració internacional intensa de les instal·lacions. Científics de la Xina, Regne Unit, França, Israel, Països Baixos, Noruega i els Estats Units van participar en els primers experiments a PETRA al costat de molts col·legues alemanys.
El 1990 la instal·lació va servir com a preaccelerador de protons i electrons/positrons per al nou accelerador HERA amb el nom de PETRA II. El març del 1995 PETRA II va ser equipat amb onduladors per crear grans quantitats de radiació de sincrotró amb energies més grans, en especial en la banda dels raigs X de l'espectre. Des de llavors PETRA dona servei a HASYLAB com a font de radiació de sincrotó de gran energia i per aquest propòsit posseeix tres àrees experimentals de proves. Els positrons s'acceleren avui dia fins a energies de 12 GeV.

### HASYLAB
El laboratori HASYLAB (de l'alemany Hamburger Synchrotronstrahlungslabor, «laboratori d'Hamburg per a la radiació de sincrotró»), es fa servir per a la recerca fent ús de la radiació de sincrotó. Va ser inaugurat el 1980 amb 15 àrees experimentals (avui dia n'hi ha 42). El laboratori està situat juntament amb DORIS per tal de poder fer ús la radiació de sincrotró generada per aquest. Al principi DORIS només funcionava 1/3 del temps com a font de radiació per HASYLAB, però des del 1993 només funciona com a font per a experiments de radiació de sincrotó. A més de les 42 àrees experiments que DORIS proporciona també hi ha tres àrees experimentals de prova disponibles per a experiments amb radiació d'alta energia generada per PETRA.
Després de les millores a DORIS amb els primers wigglers, que produïen una radiació molt més intensa, es van prendre les primeres dades de l'espectre Mössbauer fent servir radiació de sincrotó a HASYLAB el 1984.
El 1985, amb el desenvolupament de tecnologia més avançada, va ser possible veure l'estructura del virus de la grip. En els següents anys es van aconseguir excitar oscil·lacions de xarxa individuals en cossos sòlids a HASYLAB. A més, va ser possible dur a terme anàlisis de materials elàstics, cosa que fins llavors només era possible amb reactors nuclears usant dispersió de neutrons.
El 1987, el grup de biologia molecular estructural de la societat Max Planck va fundar una sucursal permanent a HASYLAB. Aquest grup fa servir la radiació de sincrotró per a l'estudi de l'estructura dels ribosomes.
Avui dia, molts grups de recerca de molts països duen a terme els seus experiments a HASYLAB: en total 1.900 cientifics participen en les diferents tasques de treball. Això comprèn tot un ample ventall de la recerca, des de recerca fonamental fins a ciència dels materials, química, biologia molecular, geologia, medicina o cooperacions industrials. Un exemple d'això és OSRAM, que va fer servir HASYLAB per a l'estudi de filaments per a les seves bombetes de llum. Les investigacions van ajudar a allargar la vida de les làmpades en certs camps d'aplicació.
Entre altres coses, s'han investigat també a HASYLAB impureses minúscules al silici dels Circuit integratxips d'ordinadors, com funcionen certs catalitzadors, propietats microscòpiques de certs materials i l'estructura de proteïnes.

### HERA
HERA (de l'alemany Hadron-Elektron-Ring-Anlage, «anell per a hadrons i electrons»), construït sota terra entre el 1984 i el 8 de novembre de 1990, data en què va entrar en funcionament. Els seus dos primers experiments, H1 i ZEUS, van entrar en funcionament el 1992. El diàmetre d'HERA és de 6.336 metres i es fa servir principalment en l'estudi de l'estructura dels protons i les propietats dels quarks. Es va construir per un consorci internacional on a més d'Alemanya hi van participar uns altres onze països. Era previst que la presa de dades es dugui a terme fins a l'estiu del 2007.
HERA és el primer i únic accelerador del món on es fan col·lisions entre protons i electrons. Per fer això possible HERA va ser també el primer accelerador de partícules on es van fer servir imants superconductors en gran nombre. Hi ha estat possible investigar l'estructura dels protons amb una exactitud de fins a trenta vegades superior a l'existent abans. La resolució en l'estudi de l'estructura és d'1/1000 la mida del protó.
Els túnels d'HERA es troben entre 10 i 25 metres sota terra i tenen un diàmetre de 5,2 metres. Es va construir amb la mateixa tecnologia que per a la construcció de túnels de metro. A l'interior funcionen dos acceleradors de partícules: un accelera electrons o positrons fins a energies de 27 GeV i l'altre accelera protons fins a energies de 920 GeV (820 GeV abans del 1998). Això proporciona una energia al centre de masses d'uns 320 GeV. A HERA les col·lisions entre protons i electrons (o positrons) tenen lloc cada 96 ns, el que significa que les partícules tenen una velocitat molt propera a la de la llum (47.000 voltes per segon).
En dos punts de l'accelerador el feix d'electrons/positrons i el feix de protons es troben. En aquests punts es poden donar lloc col·lisions entre les partícules d'aquests feixos i en aquest procés electrons/positrons poden ser dispersats pels constituents dels protons, quarks o gluons (anomenats genèricament partons), amb el que es pot donar que el protó es fragmenti. Les partícules generades en aquest procés de fragmentació s'enregistren en enormes detectors. A més d'aquests dos punts hi ha dos punts més d'interacció. Totes aquestes quatre zones estan situades sota terra on diferents grups de recerca internacional treballen. Aquests grups desenvolupen, construeixen i treballen en aparells durant molts anys de treball en equip i avaluen les dedes preses.
Els experiments en aquests quatre punts es presenten a continuació:

#### H1
H1 és un detector universal per la col·lsió d'electrons i protons i està ubicat al Hall nord the HERA. Es troba en actiu des del 1992 i mesura 12 m × 10 m × 15 m amb un pes de 2 800 tones. Està dissenyat per a poder descriure l'estructura interna del protó i l'exploració de la interacció forta així com la recerca de noves formes de matèria i fenòmens no esperats per la física de partícules.

#### ZEUS
ZEUS està dissenyat per tenir la mateixa funcionalitat que H1, un detector per col·lsions electró-protó. Està ubicat al Hall sud de HERA, va ser construït el 1992 i mesura 12 m × 11 m × 20 m amb un pes de 3 600 tones. Té la mateixa tasca que la de H1.

#### HERA-B
HERA-B era un experiment al Hall oest de HERA, que va prendre dades del 1999 fins al febrer del 2003. Feia servir el feix de protons per a l'estudi de quarks pesants. Les mesures eren 8 m × 20 m × 9 m i pesava 1 000 tones.

#### HERMES
L'experiment HEMES, al Hall est de HERA, va iniciar les seves operacions el 1995. El feix polaritzat longitudinalment d'electrons de HERA es fa servir per a l'estudi de l'estructura de l'spin dels nucleons. Per a aquest propòsit els electrons són dispersats a energies de 27,6 GeV per un gas. Aquest i el detector mateix van ser dissenyats especialment per a aquest propòsit. Les mesures del detector: 3,5 m × 8 m × 5 m amb un pes de 400 tones.
Per ara, HERMES és capaç de dur a terme mesures inclusives (i.e. només per l'electró dispersat) o mesures semi-inclusives (per exemple, per l'electró dispersat i per alguns dels productes hadrònics). En el futur, un nou detector recentment instal·lat permetrà dur a terme mesures més exclusives (per exemple, per a tots els productes finals de la col·lisió).

### FLASH
FLASH (Free-Electron-Laser in Hamburg) és un accelerador lineal superconductor amb un laser d'electrons lliures per la radiació en l'espectre del raigs-X tous. FLASH està basat en el VUV-FEL (Vacuum-Ultra-Violet Free-Electron-Laser) i el TTF (TESLA Test Facility) que va ser construït el 1997 per fer proves de la tecnologia que es farà servir en la construcció de l'accelerador lineal TESLA, un projecte que va ser canviat pel ILC (International Linear Collider). Amb aquest propòsit el TTF va ser ampliat de 100 m a 260 m.

## El futur
DESY està dins del projecte International Lineal Collider (ILC). Aquest projecte consisteix en un accelerador lienal de 30-40 km. Un consistori internacional ha decidit construirlo amb la tecnologia desenvolupada originàriament pel projecte TESLA. No hi ha hagut però encara la decisió final sobre on es construïra l'accelerador.
DESY planeja la construcció d'un laser de raigs-X, el XFEL (X-ray Free-Electron Laser), que tindria uns 3 km de llargada. Produira ràfeges de llum molt curtes i energètiques de raigs-X que tindran moltes aplicacions diferents.
A més, l'accelerador PETRA, que actualment serveix de preaccelerador per HERA, servirà com a font de radiació de sincrotó per HASYLAB.